# Bougoula (Sikasso)
Bougoula is een gemeente (commune) in de regio Sikasso in Mali. De gemeente telt 6300 inwoners (2009).
De gemeente bestaat uit de volgende plaatsen:
- Bougoula
- N'Gokila
- Siana
- Zantoumala
- Zoha